# مرکز ورزشی هانگژو شیائوشان
مرکز ورزشی هانگژو شیائوشان (انگلیسی: Hangzhou Xiaoshan Sports Centre) یک ورزشگاه فوتبال در هانگژو، چین است.
این ورزشگاه که در سال ۱۹۹۸ تأسیس شده دارای ۱۰٬۱۱۸ نفر ظرفیت است.